# Dachau
Dachau är en stad i den tyska delstaten Bayern, cirka 15 kilometer nordväst om München. Folkmängden uppgår till cirka 48 000 invånare. I staden låg det första nazistiska koncentrationslägret, KZ Dachau, inrättat 1933.
Den tyska konstnärerna Adolf Hölzel, Arthur Langhammer och Ludwig Dill drev från 1894 en konstskola i Dachau under några år.

## Personer med anknytning till Dachau
Detta är några av de kända personer som bott, arbetat eller fötts i Dachau.

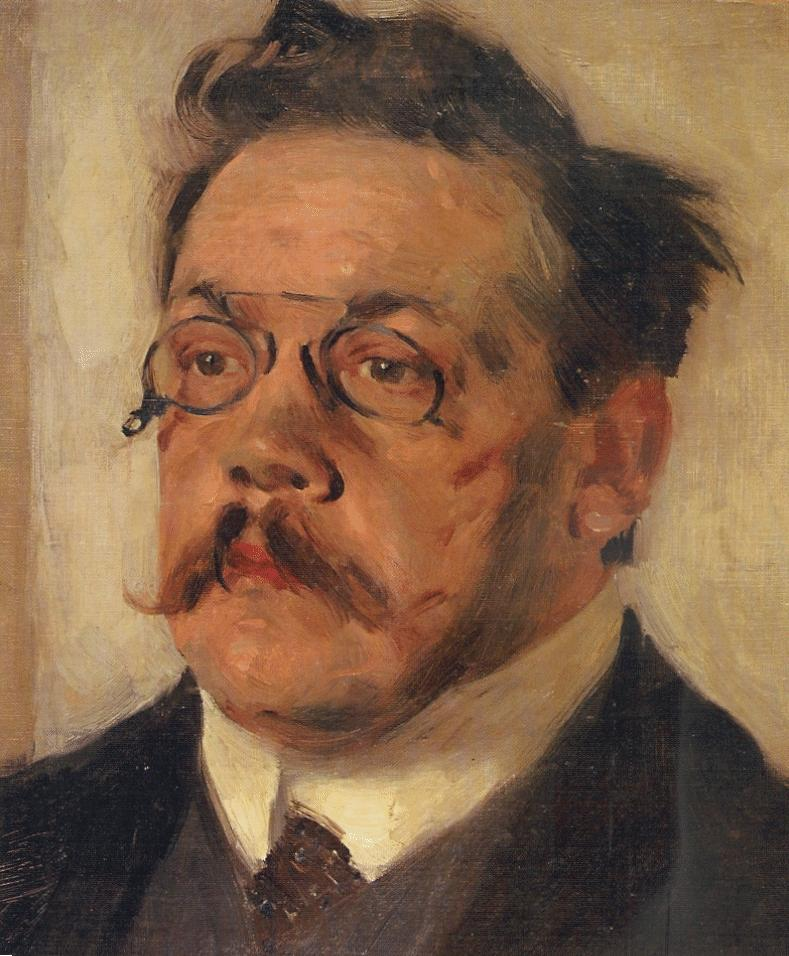
Ludwig Thoma, författare, 1909

- Hans-Jürgen Bäumler, skådespelare
- Lovis Corinth, (1858–1925), artist
- Heimito von Doderer, (1896–1966), författare
- Joseph Effner (1687–1745), landskapsarkitekt
- Anton Fink (född 1987), fotbollsspelare
- Aloys Fleischmann (Senior) (1880–1964), kompositör
- Josef Goller (1868–1947), glasmålare
- Christiane Herzog (1936–2000), hustru till Roman Herzog
- Roman Herzog (född 1934), tysk politiker (CDU)
- Adolf Hölzel (1853–1934), konstnär
- Leonhard von Hohenhausen, (1788–1872), militär
- Patrick Lindner (född 1960), sångare
- Jesse Martin (född 1981), seglare
- Christian Morgenstern (1871–1914), poet
- Ludwig Thoma, (1867–1921), författare